# América Futebol Clube (ES)
|  | Aquest article tracta sobre el club de futbol de la ciutat de Vitória . Vegeu-ne altres significats a «América Futebol Clube». |

L'América Futebol Clube fou un club de futbol brasiler de la ciutat de Vitória a l'estat d'Espírito Santo.

## Història
El club va ser fundat el 25 de novembre de 1917. Guanyà el campionat capixaba els anys 1917, 1922, 1923, 1925, 1927, i 1928. Posteriorment desaparegué.

## Palmarès
- Campionat capixaba:
  - 1917, 1922, 1923, 1925, 1927, 1928

- Torneio Início do Espírito Santo:
  - 1922, 1923, 1926, 1943